# Ленг, Серж
Серж Ленг (англ. Serge Lang; 19 мая 1927, Сен-Жермен-ан-Ле, Франция — 12 сентября 2005, Беркли, США) — американский математик, член знаменитой группы «Николя Бурбаки».
Член Национальной академии наук США (1985).

## Биография
Ленг родился в Париже в 1927 году, переехал в Калифорнию, будучи подростком. Степень бакалавра получил в Калифорнийском технологическом институте, а степень Ph.D. — в Принстонском университете, под руководством Эмиля Артина. Работал в основном в области алгебры, теории чисел и алгебраической геометрии. Также известен как выдающийся педагог — в особенности известен учебник «Алгебра» (1-е издание 1965 года, русский перевод 1968 года). В 1999 году за свои многочисленные книги по математике был награждён премией Стила.
Занимался активной общественной деятельностью, был социалистом, выступал против вьетнамской войны. Остановил выдвижение политолога Сэмюэла Хантингтона в члены Национальной академии наук США, уличив того в фальсификации исторических фактов и ненаучном использовании псевдоматематических методов. Известно его спорное утверждение о том, что ВИЧ не вызывает СПИДа, а вся информация на эту тему является объективно недоказанной, а получена благодаря субсидиям фармацевтических компаний. Эти же компании, по мнению Ленга, обогащаются благодаря лекарствам, нацеленным на увеличение Т-тел, что, опять же, никак не помогает не заболеть СПИДом.

## Книги на русском языке
- Ленг С. Алгебра. — М.: Мир, 1968.
- Ленг С. Алгебраические числа. — М. Мир, 1972.
- Ленг С. Введение в теорию дифференцируемых многообразий. — М. Мир, 1967.
- Ленг С. Математические беседы для студентов. — Ижевск: «Удмуртский университет», 2000.
- Ленг С. Основы диофантовой геометрии. — М. Мир, 1986.
- Ленг С. SL2(R) — М. Мир, 1977.
- Ленг С. Эллиптические функции. — М. Наука, 1984.
- Ленг С. Введение в алгебраические и абелевы функции. — М. Мир, 1976.